# Quincy Owusu-Abeyie
Quincy James Owusu-Abeyie (Ámsterdam, Países Bajos, 15 de abril de 1986) es un futbolista ghanés nacido en los Países Bajos. Juega de extremo y actualmente juega en el NEC Nijmegen de la Eredivisie holandesa.

## Trayectoria
Nacido en Ámsterdam y de padres ghaneses, empezó a jugar al fútbol a los 14 años en las categorías inferiores del Ajax Ámsterdam. 
En septiembre de 2002 fue fichado por el Arsenal F.C. inglés, debutando el 28 de octubre de 2003 contra el Rotherham United en partido oficial de la Copa de la Liga. 
Abeyie participó en la Copa Mundial de Fútbol Juvenil de 2005 con la Selección de los Países Bajos sub-21.
En 2006 fichó por el Spartak de Moscú, siendo cedido en agosto de 2007 al Real Club Celta de Vigo con una opción de compra que no fue hecha efectiva, y en agosto de 2008 volvió a ser cedido, esta vez al Birmingham City Football Club de la Premier League de Inglaterra. Posteriormente fue cedido de nuevo, esa vez al Cardiff City de Gales.
En 2007 decidió jugar con la Selección de fútbol de Ghana en vez de jugar con la selección de su país natal, los Países Bajos. Con los ghaneses jugó la Copa Africana de Naciones 2008 donde jugó todos los partidos de esta competición como titular, menos en el partido de consolación por el tercer y cuarto puesto, en la cual salió en la primera parte tras la lesión de un compañero. Fue en ese partido ante Costa de Marfil  donde logró su primer tanto con Ghana consiguiendo así el 3.er puesto gracias a la victoria por 4-2.
El 31 de marzo de 2010 el jugador ghanés, que hasta ese momento estaba jugando a préstamo en Portsmouth FC y era propiedad del FC Spartak de Moscú, fue comprado por el Al-Sadd de Catar y cedido por este al club español Málaga C.F. que se reserva una opción de compra.
En el club andaluz, Quincy fue en un principio pieza clave para el sistema de juego de Jesualdo Ferreira (marcó cuatro golazos), pero tras ser éste cesado de su puesto debido a los malos resultados del club, el jugador quedó relegado al banquillo debido a su actitud de individualista. Tras varias discrepancias con el nuevo técnico Manuel Pellegrini y graves faltas de disciplina, el club malacitano desestimó la opción de compra y el jugador debió volver su club de origen, el Al-Sadd. En sus últimos momentos como jugador malaguista, Quincy Owusu-Abeyie se encontraba en paradero desconocido (aun perteneciendo al Málaga C.F. ), sin acudir a sesiones de entrenamiento diarias del equipo.
En 2011 llega a un acuerdo con el Panathinaikos, club entrenado por su valedor en el club malacitano y exentrenador, Jesualdo Ferreira.
En julio de 2016 ficha por el club neerlandés NEC Nijmegen hasta 2017.

## Selección nacional
Ha sido internacional con la Selección de fútbol de Ghana, con la que ha jugado 12 partidos internacionales y ha anotado 1 gol.

### Participaciones en Copas del Mundo
| Año                                    | Sede         | Resultados       |
| -------------------------------------- | ------------ | ---------------- |
| Copa Mundial de Fútbol Juvenil de 2005 | Países Bajos | Cuartos de final |
| Copa Mundial de Fútbol de 2010         | Sudáfrica    | Cuartos de final |

## Clubes
| Club                     | País         | Año       |
| ------------------------ | ------------ | --------- |
| Ajax de Ámsterdam        | Países Bajos | 2001-2002 |
| Arsenal F.C.             | Inglaterra   | 2002-2006 |
| Spartak de Moscú         | Rusia        | 2006-2007 |
| Celta de Vigo (cedido)   | España       | 2007-2008 |
| Birmingham City (cedido) | Inglaterra   | 2008-2009 |
| Cardiff City (cedido)    | Inglaterra   | 2009      |
| Spartak de Moscú         | Rusia        | 2009      |
| Portsmouth FC (cedido)   | Inglaterra   | 2010      |
| Al-Sadd                  | Catar        | 2010      |
| Málaga C.F. (cedido)     | España       | 2010-2011 |
| Panathinaikos (cedido)   | Grecia       | 2011-2012 |
| Panathinaikos            | Grecia       | 2012-2013 |
| Boavista F.C.            | Portugal     | 2014-2015 |
| NEC Nijmegen             | Países Bajos | 2016-2017 |

- Datos: Q313140
- Multimedia: Quincy Owusu-Abeyie / Q313140